# 동굴영원
동굴도롱뇽 또는 동굴영원, 혹은 동굴도롱뇽붙이는 유럽에 서식하는 도롱뇽이다. 흔히 올름(olm)이라고 한다. 유럽 동남부 디나르알프스산맥(Dinaric Alps)의 카르스트 지대에서 발견된다.
물이 흐르는 석회암 동굴에서 평생 살아간다. 눈은 퇴화하여 앞이 보이지 않지만 몸이 빛에 민감한 표피로 덮여 있다. 약 25cm에서 30cm까지 성장한다. 몸은 흰색이며 짧은 다리를 가지고 있고, 좁은 머리에 붉은 아가미 깃털이 달려 있다.

## 같이 보기
- 도룡뇽